# عميحاي إلياهو
عميحاي بن إلياهو (بالعبرية: עמיחי בן אליהו‏)؛ من مواليد 24 أبريل 1979)، والمعروف باسم عميحاي إلياهو (بالعبرية: עמיחי אליהו‏)، هو يميني إسرائيلي متطرف سياسي وناشط شغل منصب وزير التراث من عام 2022 حتى عام 2025. كما يشغل إلياهو حاليًا منصب عضو في الكنيست عن حزب القوة اليهودية بعد الانتخابات التشريعية الإسرائيلية لعام 2022.
في عام 2023، حظي إلياهو باهتمام دولي لاقتراحه استخدام الأسلحة النووية في قطاع غزة في الحرب الفلسطينية الإسرائيلية 2023. وهو من سكان مستوطنة ريمونيم بالضفة الغربية.
في 18 يناير 2025، ذكرت شبكة CNN أن إلياهو ينوي الاستقالة من منصبه الوزاري ردًا على اقتراح وقف إطلاق النار على ثلاث مراحل بين إسرائيل وحماس. عاد إلى الكنيست في يناير 2025.

## المسيرة السياسية
قبل انضمامه إلى حزب أوتزما يهوديت ("القوة اليهودية")، كان مؤيدًا لحزب الاتحاد الوطني. تم وضعه في المرتبة 18 على قائمة يمينا في الانتخابات التشريعية الإسرائيلية في سبتمبر 2019، ولم يدخل الكنيست حيث فاز التحالف بسبعة مقاعد فقط. تم وضع إيلياهو في المرتبة الرابعة على قائمة أوتزما يهوديت في الانتخابات التشريعية الإسرائيلية عام 2022، وأصبح عضوًا في الكنيست.
أصبح وزيرًا لشؤون القدس والتراث في 29 ديسمبر 2022 في حكومة إسرائيل السابعة والثلاثون، واستقال من الكنيست في 1 يناير 2023 كجزء من «القانون النرويجي».
في 17 يناير 2025، عقد حزب أوتزما يهوديت مؤتمرا صحفيا أعلن فيه عن نيته الانسحاب من الائتلاف إذا قبلت الحكومة اقتراح وقف إطلاق النار المكون من ثلاث مراحل. تم قبول الاقتراح، واستقال إلياهو لاحقًا إلى جانب بقية وزراء الحزب عندما دخل وقف إطلاق النار حيز التنفيذ في 19 يناير 2025. ومن المقرر أن تنتهي فترة منصبه في 21 يناير. وأعلن حزب أوتزما يهوديت عن نيته إعادة الانضمام إلى الائتلاف الحاكم إذا لم تسفر الصفقة عن وقف إطلاق نار دائم.

## المواقف السياسية
يعتبر إيلياهو من المعارضين بشدة لمقترحات «حل الدولتين»، حيث يصف الخط الأخضر بأنه "خط وهمي". وهو يؤيد الضم الإسرائيلي الكامل للضفة الغربية، ودعا إسرائيل إلى "فرض السيادة على يهودا والسامرة" التي تدعيها إسرائيل.
انتقد إيلياهو كل من الشرطة والجيش الإسرائيلي بسبب المعاملة التفضيلية المزعومة للفلسطينيين في الضفة الغربية على المستوطنين الإسرائيليون، وفي أغسطس 2023، زعم أن "جيش الدفاع الإسرائيلي والشرطة وأجهزة الأمن في العقود الثلاثة الماضية" تبنت "نظرة العالم للسكان الفلسطينيين، والتي تنظر تلقائيًا إلى المستوطنين على أنهم مذنبون".
كما دعا إلياهو إلى إعدام السجناء الفلسطينيين. وفي ديسمبر/كانون الأول 2023، قال إن إسرائيل "يجب أن تحتل قطاع غزة بالكامل" بعد الحرب وتبني المستوطنات الإسرائيلية هناك.